# Иво Пазарджиев

## Биография

### Произход и образование
Иво Пазарджиев е български политик от ВМРО и юрист.
Роден на 04.11.1986 г. в Русе в семейство на инженери.
Завършва Немската гимназия „Фридрих Шилер“ през 2005 г., след това продължава образованието си в Юридическия факултет на РУ „Ангел Кънчев“, специалност „Право“. Като студент е обществено активен. Бил е член е на Студентския съвет и на Академичния съвет на учебното заведение.

### Професионална дейност
От 2014 г. до настоящия момент е член на адвокатска колегия Русе и е действащ адвокат.

### Политическа дейност
През 2006 г. е сред учредителите на Русенското младежко сдружение. Избран е за председател два поредни мандата - от 2006 г. до 2008 г. и от 2008 г. до 2010 г.

През 2015 г. е избран за общински съветник от ВМРО. В мандата от 2015 г. до 2019 г. е член на следните постоянни комисии: „Законност, обществен ред и сигурност“, „Младежта и спорта“, „Комисия за установяване на конфликт на интереси“.

На местните избори през 2019 г. е водач на листата на МК "ВМРО-БНД (НФСБ)" за общински съветници. На 11.11.2019 г. е избран за Председател на Общински съвет - Русе с 28 гласа. След него остава кандидата на ГЕРБ Наталия Кръстева с 15 гласа.

В мандата от 2019 г. до 2023 г. Пазарджиев е член на следните постоянни комисии: „Законност, обществен ред и сигурност“, „Образование, наука и иновации“, „Бюджет и финанси“.

### Спорт
Пазарджиев е активен спортист. Дългогодишен състезател по тенис в „Тенис клуб Русе“ с множество участия в държавни лични и отборни първенства, и в международни турнири от ITF.